# Zosime (médecin)
Pour les articles homonymes, voir Zosime.
Zosime est un médecin grec actif au cours du Ier siècle. On a conservé de lui des recettes pharmaceutiques : un collyre dans Galien, et une pommade pour les tremblements transmise par Oribase et par Paul d'Aigine.